# Język kompilowany
Język kompilowany – język programowania, który by uzyskać działający program musi zostać uprzednio skompilowany do postaci kodu maszynowego (inaczej: do postaci binarnej, w slangu komputerowym binarka). Najpopularniejszymi takimi językami są C++, C, Pascal. Teoretycznie każdy język może być zarówno kompilowany jak i interpretowany, dlatego rozróżnienie opiera się raczej na najpopularniejszych implementacjach niż na cechach samego języka.
Skompilowana postać programu jest zazwyczaj przeznaczona dla konkretnej architektury. Program skompilowany dla procesora x86 nie zadziała na procesorze SPARC. Wyjątkiem są tutaj języki kompilowane do postaci tzw. kodu bajtowego, którego instrukcje nie są wykonywane przez rzeczywisty procesor a maszynę wirtualną (do takich języków należą m.in. Java, C# oraz Lua). Elementy specyficzne dla architektury są w tym przypadku zawarte w maszynie wirtualnej a binarna postać programu może być uruchamiana na dowolnej architekturze (na której jest możliwe uruchomienie maszyny wirtualnej).